# Tóth Barbara
Szemán-Tóth Barbara (Budapest, 1993. február 11. –) válogatott magyar labdarúgó, hátvéd. Jelenleg az MTK labdarúgója.

## Pályafutása

### Klubcsapatban
2006-ban a Ferencváros csapatában kezdte a labdarúgást. Tagja volt a 2008–09-es bajnoki bronzérmet nyert csapatnak.

### A válogatottban
2019 óta 8 alkalommal szerepelt a válogatottban.

## Sikerei, díjai
- Magyar bajnokság
  - 3.: 2008–09
- Magyar női labdarúgókupa
  - döntős: 2010

## Statisztika

### Mérkőzései a válogatottban
| Magyarország | Magyarország      | Magyarország                       | Magyarország | Magyarország | Magyarország        | Magyarország | Magyarország | Magyarország |
| #            | Dátum             | Helyszín                           | Hazai        | Eredmény     | Vendég              | Kiírás       | Gólok        | Esemény      |
| ------------ | ----------------- | ---------------------------------- | ------------ | ------------ | ------------------- | ------------ | ------------ | ------------ |
| 1.           | 2019. március 1.  | Lárnaka (CYP)                      | Magyarország | 0 – 3        | Olaszország         | Ciprus-kupa  | -            | 80'          |
| 2.           | 2019. március 4.  | Lárnaka (CYP)                      | Magyarország | 3 – 3        | Mexikó              | Ciprus-kupa  | -            | a szünetben  |
| 3.           | 2019. március 6.  | Lárnaka (CYP)                      | Magyarország | 3 – 2        | Szlovákia           | Ciprus-kupa  | -            |              |
| 4.           | 2019. április 9.  | Alverca do Ribatejo                | Portugália   | 4 – 1        | Magyarország        | barátságos   | -            | a szünetben  |
| 5.           | 2019. június 16.  | Telki                              | Magyarország | 6 – 1        | Ciprus              | barátságos   | -            | 76'          |
| 6.           | 2020. október 23. | Budapest, Illovszky Rudolf Stadion | Magyarország | 1 – 2        | Szlovákia           | Eb-selejtező | -            | 19' 60'      |
| 7.           | 2020. december 1. | Budapest, Szusza Ferenc Stadion    | Magyarország | 0 – 1        | Izland              | Eb-selejtező | -            | 85'          |
| 8.           | 2021. április 13. | Telki                              | Magyarország | 0 – 0        | Bosznia-Hercegovina | barátságos   | -            | 45'          |
|              | Összesen          |                                    |              | 8            | mérkőzés            |              | 0            | gól          |